# James G. Clinton
James Graham Clinton (* 2. Januar 1804 in Little Britain, New York; † 28. Mai 1849 in New York City) war ein US-amerikanischer Jurist, Offizier und Politiker. Zwischen 1841 und 1845 vertrat er den Bundesstaat New York im US-Repräsentantenhaus.

## Werdegang
James Clinton besuchte Gemeinschaftsschulen und dann die Newburgh Academy. Er studierte Jura. Nach dem Erhalt seiner Zulassung als Anwalt 1823 begann er in Newburgh zu praktizieren. Als Master war er am New York Court of Chancery im Orange County tätig und als Richter am Court of Common Pleas im Orange County. Er war Direktor der Newburgh Whaling Co. sowie der Delaware and Hudson Railway. Dann diente er als Colonel in der Miliz von New York. Politisch gehörte er der Demokratischen Partei an.
Bei den Kongresswahlen des Jahres 1840 wurde Clinton im sechsten Wahlbezirk von New York in das US-Repräsentantenhaus in Washington, D.C. gewählt, wo er am 4. März 1841 die Nachfolge von Nathaniel Jones antrat. Er wurde im Jahre 1842 im neunten Wahlbezirk von New York in das US-Repräsentantenhaus wiedergewählt, wo er am 4. März 1843 die Nachfolge von Hiram P. Hunt antrat. Da er im Jahr 1844 auf eine erneute Kandidatur verzichtete, schied er nach dem 3. März 1845 aus dem Kongress aus. Während dieser Zeit hatte er zwischen 1843 und 1845 den Vorsitz über das Committee on Public Expenditures. Er verstarb am 28. Mai 1849 in New York City. Sein Leichnam wurde zuerst auf den Familienfriedhof in Little Britain beigesetzt, allerdings später auf den Woodlawn Cemetery in New Windsor umgebettet.

## Familie
James Graham Clinton war der Sohn von Generalmajor James Clinton (1736–1812) und der Neffe von Vizepräsident George Clinton (1739–1812). Er war der Halbbruder von DeWitt Clinton (1769–1828), US-Senator von New York, und des Kongressabgeordneten George Clinton junior (1771–1809).